# Carro CV3/33
CV3 (итал. Carro veloce CV3/33; с 1938 года обозначалась как L3/33) — итальянская танкетка периода Второй мировой войны. Лёгкий танк по национальной итальянской классификации. За время серийного производства в 1933—1940 годах по разным данным произведено от 1400 до 2000 единиц. В 1930-е годы поставлялась во многие страны мира. До 1940 года составляла основу бронетанковой техники Королевства Италии. Использовалась в боевых действиях в Абиссинии, Китае, Испании, Франции, на Балканах, в Северной Африке, Восточной Африке, Италии, и в СССР.

## История
В 1929 году фирма OTO закупила в Великобритании партию танкеток «Карден-Лойд» Mk.VI. Четыре образца были приобретены в готовом виде, тогда как остальные танкетки в количестве 21 штуки поступили в виде машинокомплектов и были собраны фирмой в 1929—1930 годах. Танкетка получила в итальянской армии обозначение C.V.29 и отличалась от базового британского образца лишь наличием откидных броневых колпаков над местами экипажа и установкой стандартных итальянских 6,5-мм пулемётов. Базировавшиеся в основном на автомобильных агрегатах, танкетки были сравнительно просты и дёшевы в производстве, что и привлекло итальянское военное министерство. К 1934 году OTO приобрела у «Виккерс-Армстронг» лицензию на эксклюзивное производство танкеток Mk.VI в Италии, однако к тому времени они оказались ненужными.
После одобрения танкетки военными, фирмой «Ансальдо» совместно с известным автопроизводителем «Фиат» было принято решение о создании своей версии такой машины, для выпуска которой был выделен один из заводов боеприпасов «Ансальдо». Танкетка была разработана в 1931—1932 годах и, по всей видимости, достаточно отличалась от своего британского прообраза, чтобы не вызвать обвинений в нарушении эксклюзивных прав OTO. При общем сходстве с Mk.VI танкетка «Фиат-Ансальдо» отличалась полностью закрытым удлинённым корпусом менее плотной компоновки с усиленным бронированием, в его фронтальной части ограниченно применялись рациональные углы наклона броневых листов. Также иной была конструкция подвески; как результат этих изменений масса машины оказалась в 2,5 раза большей, чем у Mk.VI, что отчасти компенсировалось более мощным двигателем.
Танкетка прошла испытания и после некоторой доработки была принята на вооружение итальянской армии в 1933 году, под обозначением C.V.3/33. В том же году «Фиат-Ансальдо» было начато выполнение первого заказа на 100 единиц. Вскоре после этого был выдан заказ на серию машин с усиленным вооружением, а третий и самый большой заказ был выдан в конце 1935 года, после начала Второй итало-эфиопской войны; в общей сложности итальянской армией было заказано 1400 танкеток. По состоянию на начало июня 1936 года армии была передана 1031 машина, но затем темпы производства снизились и остальные 369 танкеток были выпущены только к 1939 году.

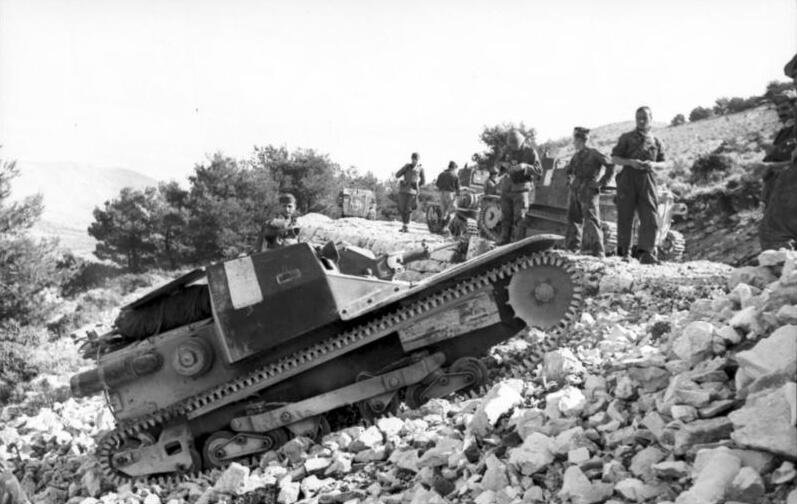
Танкетка CV3/35 в Греции, 1943

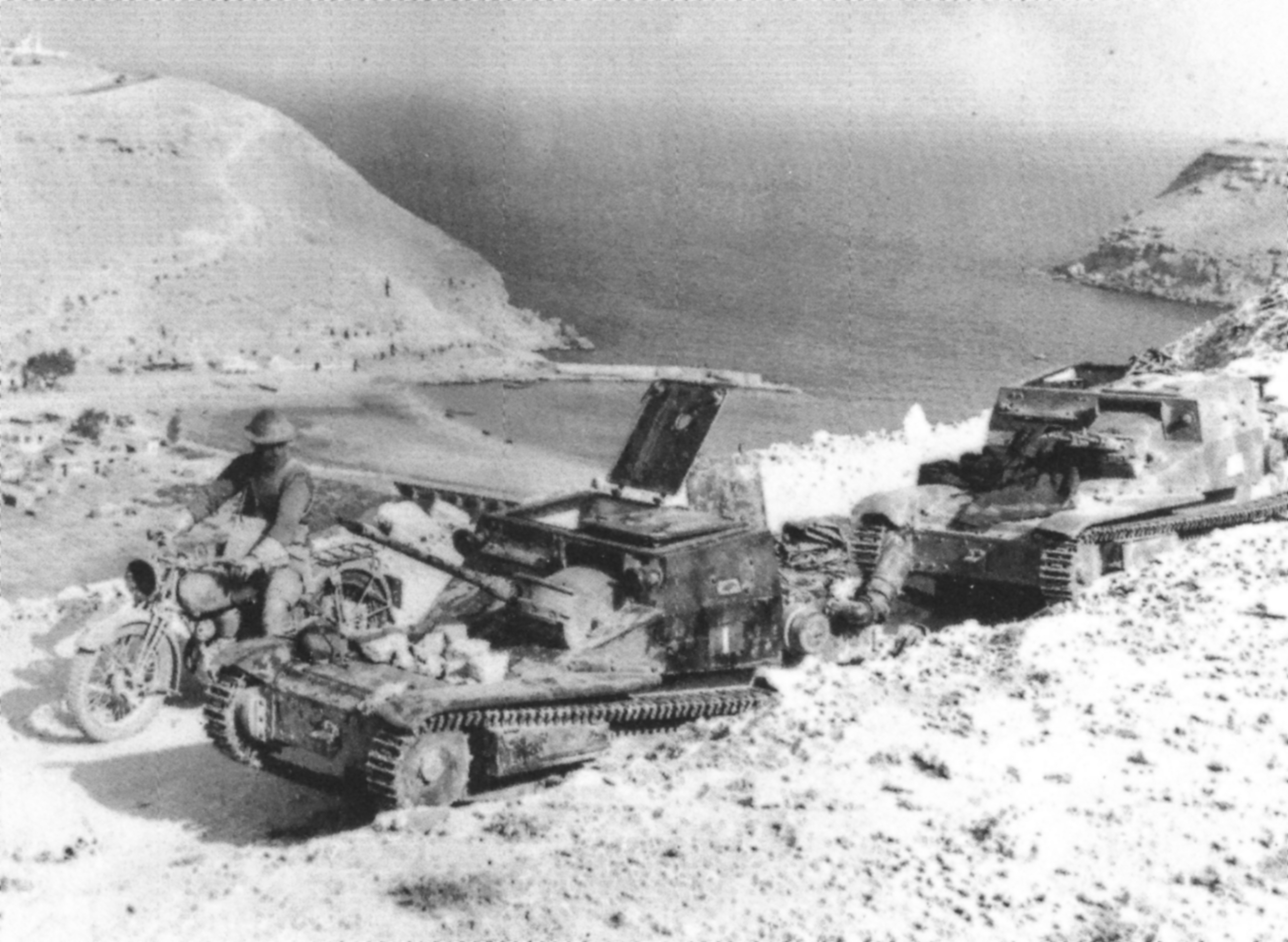

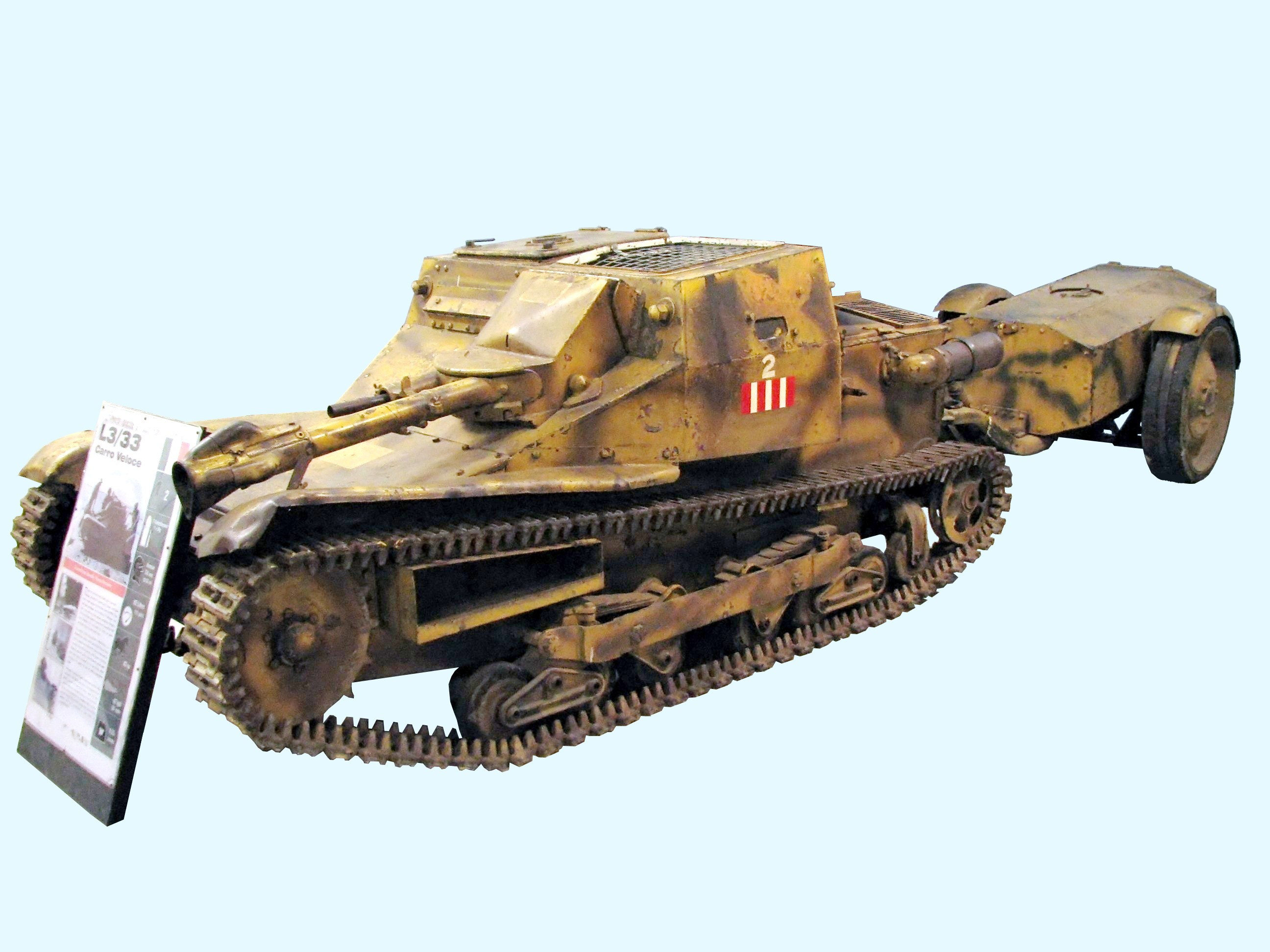
Огнемётная танкетка CV3/33 Lf., с тележкой горючей жидкости в музейной экспозиции

В ходе серийного производства танкетка продолжала совершенствоваться: со второй серии 6,5-мм пулемёт был заменён на спаренную установку более современных 8-мм, а в 1935 году сборочные линии переключились на производство варианта C.V.3/35. Ряд источников упоминают о существовании запущенной в производство в 1937 или 1938 году модификации C.V.3/38, отличавшейся усиленной подвеской, улучшенным смотровым прибором механика-водителя и вооружением из двух более современных 8-мм или одного 12,7-мм пулемёта, однако в работах итальянских историков о существовании такой модификации не упоминается, а перечисленные улучшения относятся к проводившейся в те годы неосуществлённой попытке модернизации танкетки, за исключением 12,7-мм пулемёта, устанавливавшегося на незначительном количестве машин с осени 1940 года. В серийные машины эти изменения были внесены лишь в 1942 году в ходе проведения «Ансальдо» модернизации парка танкеток.
Выпуск такой серии танкеток вывел итальянскую армию к середине 1930-х годов в пятёрку мировых лидеров по числу гусеничных боевых бронированных машин. Значительные объёмы выпуска также позволили итальянским военным экспериментировать с крупными бронетанковыми соединениями (в 1937 году сформированы 2 бригады танкеток, в 1939 — 2 танковых дивизии) и создавать специализированные машины на базе танкеток. Список последних включал БРЭМ, мостоукладчики, огнемётные танки и командирские машины. Мостоукладчики были переоборудованы лишь в числе нескольких единиц и не использовались в боях, однако огнемётные и командирские машины выпускались серийно.
Однако со временем, как и в других странах, делавших ставку на использование танкеток в роли полноценных боевых машин, в итальянской армии наступило разочарование в боевых возможностях C.V.3. Первым поводом для этого стал опыт итало-эфиопской войны, продемонстрировавшей важность быстрого манёвра огнём. Размещение вооружения в установке с ограниченными углами горизонтального наведения позволяло храбрым эфиопским воинам брать танкетки «на абордаж» массированной пехотной атакой. Более удачно проявили себя огнемётные C.V.3 за счёт высокого психологического действия своего оружия. Тем не менее, даже против слабовооружённого, но храброго противника танкетка оказалась неадекватным оружием.
Применение C.V.3 в войне в Испании показало их высокую уязвимость на поле боя в условиях применения противником пушечных танков и противотанковой артиллерии. Для борьбы с республиканскими пушечными танками итальянцы разработали оригинальную тактику: танкетки C.V.35 буксировали 47-мм и 65-мм пушки, и, доставив артиллерию на позиции, заманивали вражеские танки под её огонь.
В СССР испытания трофейной танкетки C.V.35, доставленной из Испании на полигон НИАБТ показали, что танкетка не приспособлена для действий в зимних условиях — она вязла в глубоком снегу, а экипаж замерзал в боевом отделении, возможность обогрева которого не была предусмотрена конструкторами. Помимо этого танкетки имели неудовлетворительную обзорность, плохую командную управляемость из-за отсутствия радиосвязи на линейных машинах, недостаточно прочную подвеску и не отвечающий требованиям африканского театра военных действий запас хода. В то же время значительное количество имевшихся на вооружении C.V.3, практически удовлетворявших численно текущие потребности армии в танках, в течение нескольких лет сдерживало интерес армии к разработке более совершенных машин.
По состоянию на начало 1940 года, двухпулемётные танкетки C.V.3 составляли большинство от общего количества бронетехники итальянской армии.
По состоянию на 10 июня 1940 года, в вооружённых силах Италии имелось свыше двух тысяч танкеток типа C.V.3 различных модификаций, большинство из них были сведены в 24 батальона танкеток. При этом, 1320 из них составляли пулемётные танкетки.
В 1940 году танкетки L3/35 были сняты с производства в пользу увеличения производства танков M13/40. Однако в 1944 году уже под контролем Германии собрали еще 17 машин.

## Варианты и модификации
- C.V.33 (Carro Veloce Ansaldo) — танкетка обр. 1933 года, вооружённая 6,5-мм пулемётом Fiat Mod.14 (в дальнейшем, большинство танкеток были перевооружены 8-мм пулемётом Fiat Mod. 14/35);
- C.V.33 II serie (Mod.34) — танкетка обр. 1934 года, вооружённая двумя 8-мм пулемётами Fiat Mod. 14/35 и улучшенной защитой. В 1938 году получила новое наименование — L.3/33
- C.V.35 I serie и C.V.35 II serie — следующие модификации, имевшие незначительные технологические отличия (упрощённая верхняя часть корпуса, собранная на болтах вместо заклёпок у C.V.3/33)
- L.3/38 — танкетка обр. 1938 года, с новой ходовой частью; вместо двух 8-мм пулемётов был установлен один 13,2-мм пулемёт Breda Mod. 31 Tipo Marina.
- L.3/lf[сн 3] — огнемётная танкетка, отличалась заменой одного из пулемётов на пневматический огнемёт с дальностью огнеметания до 40 метров. Первый вариант, принятый на вооружение в 1935 году, был оснащён огнемётом Lanciafiamme modello 35 (с двумя резервуарами для огнесмеси), в 1940 году вместо него начали устанавливать огнемёт Lanciafiamme modello 40. Для L.3/lf был разработан легкобронированный буксируемый прицеп с дополнительным 500-литровым баком для огнесмеси, позднее вместо прицепа был создан вариант танкетки с установкой 60-литрового бака над моторным отделением[17].
- L.3/r — командирская танкетка, оснащалась радиостанцией RF 3 CV или, в годы Второй мировой, улучшенной RF 1 CA и использовались командирами рот и батальонов; для размещения необходимого командиру полка оборудования размеры танкетки были сочтены недостаточными[4][18][19].
- L.3 Zappatori — мостоукладчик на базе танкетки.
- L.3/cc (controcarro) — танкетка с установленным 20-мм противотанковым ружьём Solothurn S18-100. В 1941 году в Северной Африке несколько машин были переоборудованы в войсках для борьбы с британской лёгкой бронетехникой
- L.3 trattore leggero — прототип легкобронированного тягача для транспортировки 47-мм противотанкового орудия Cannone 47/32 обр. 1935 года.

Кроме того, некоторое количество танкеток было переоборудовано в самоходные миномёты, вооружённые 45-мм лёгким миномётом Brixia Mod. 35.

## Служба и боевое применение
После вторжения в СССР в августе 1941 года на Восточный фронт было отправлено около 60 танкеток этого типа, которые были сведены в лёгкую танковую группу «Сан Джорджио», подчинявшуюся мобильной дивизии «Принц Амедео герцог д’Аоста». Однако, как и в боях в Африке, эти танкетки показали свою абсолютную неэффективность против танков противника. К весне 1942 года у дивизии д’Аоста оставалось три десятка танкеток L3/35.
Танкетки этого типа состояли на вооружении следующих стран:
- Австрия — 72 шт. CV-33/35 закуплены в 1935—1937 гг.[16]
- Афганистан[16] — несколько танкеток закуплено в 1937—1939 гг. На 2022 год как минимум одна танкетка в ходовом состоянии находится на вооружении «Талибана».
- Болгария — в 1934 году было принято решение о покупке 14 танкеток C.V.3/33[16] (вооружённых 8-мм пулемётом «шварцлозе»), транспорт с техникой прибыл в порт Варна 1 марта 1935 г. Танкетки поступили на вооружение 1-й танковой роты[20]
- Боливия[16]
- Бразилия — 23 шт. CV-35 II серии закуплены в Италии в 1938 г.[16] 18 из них имели 7,62-мм пулеметы Madsen, а 5 — 13,2-мм пулеметы Breda.
- Венгрия[16] — весной 1934 года в Италии была закуплена одна танкетка CV 3/33 (Н-101), после чего с сентября 1935 по декабрь 1936 года было поставлено 150 танкеток CV-35 (Н-102 — Н-251), получивших венгерское обозначение 35М. Так же была приобретена одна огнеметная танкетка (Н-252). На танкетки были установлены венгерские 8-мм пулемёты 34/37М[21]; летом 1941 года, только в составе отдельного подвижного корпуса венгерской армии, направленного на Восточный фронт, насчитывалось 56 танкеток, к которым, вскоре, в качестве пополнения, добавилось ещё 9 машин.
- Греция — три трофейные танкетки, захваченные английскими и греческими войсками во время боёв в Греции в апреле 1941 года, использовались в подразделениях греческой армии[16]
- Ирак[16] — несколько танкеток поставлено в 1938 году
- Франкистская Испания — C.V.-33/35 поставлялись из Италии для франкистов[22]. Первые пять C.V.3/35 (с итальянскими экипажами) были получены 26 августа 1936 года в порту Виго[23]. За весь период войны 36 из 149 танкеток, переданных Италией франкистам, было уничтожено и безвозвратно утрачено в боях, по техническим и иным причинам[24]
- Вторая Испанская Республика — некоторое количество трофейных танкеток использовалось республиканцами (так, в марте 1937 года в ходе боёв под Гвадалахарой были захвачены восемь исправных CV-3), при этом подбитые и не подлежащие восстановлению машины служили источником запасных частей[25].
- Италия[16]
- Италия — несколько танкеток находилось на вооружении итальянской полиции в первые послевоенные годы[16]
- Китайская Республика — около 100 шт.[16]
- Никарагуа — две танкетки приобретены в 1930-е годы, одна состояла на вооружении вплоть до 1979 года[26].
- Парагвай
- Сальвадор — три танкетки C.V.3/33 были получены в 1938 году, они поступили в распоряжение национальной полиции и находились на вооружении по меньшей мере до 1950-х годов[27]
- Нацистская Германия — после аншлюса Австрии в 1938 году, танкетки австрийской армии поступили на вооружение вермахта. После выхода Италии из войны в сентябре 1943 года, в распоряжение немецких войск (разоруживших капитулировавшие итальянские части) поступило ещё 148 танкеток, в следующие месяцы — ещё некоторое количество (часть из них передали на вооружение итальянских частей «Республики Сало»)[16]. Несколько C.V.35 были переданы на вооружение танкового батальона «Адриа», ещё некоторое количество было передано полиции и в организацию Тодта[28]. Ещё одну C.V.3 передали подразделению NSKK в Верхней Каринтии[29]. В 1944 году от промышленности было получено еще 17 машин.
- Эфиопия[30] — в ходе войны 1935—1936 гг., 11 ноября 1935 года при нападении из засады на подразделение итальянцев была захвачена одна танкетка C.V.35. Всего, по разным данным, было захвачено от 11 до 18 танкеток, однако полноценно ввести их в строй эфиопы не смогли по причине отсутствия подготовленных экипажей. Большая часть захваченной техники была вынужденно уничтожена эфиопами.
- Королевство Югославия
- Независимое государство Хорватия — после немецкой оккупации Югославии в 1941 году и провозглашения «независимого государства Хорватия» несколько танкеток поступили на вооружения хорватских вооружённых сил[31]. Осенью 1942 года их было 10, 1 декабря 1944 — 26[32]. Танкетки этого типа поставляли Хорватии не только итальянцы, но и немцы[16]

## Оценка проекта

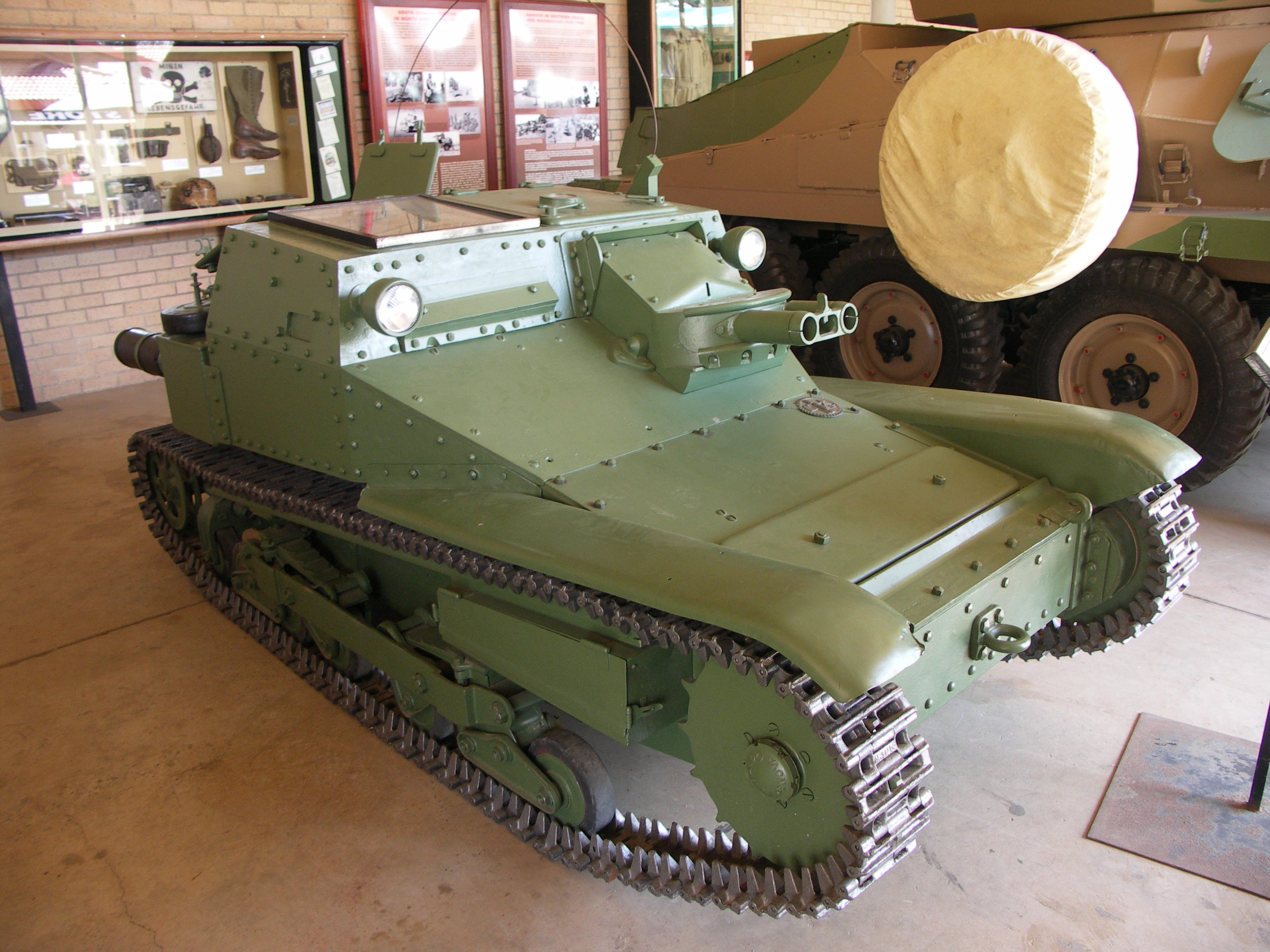
Танкетка C.V.3/35

CV3/33 являлась классической танкеткой, не имеющей башни. Компоновка танкетки отличалась большой плотностью. Трудно дать положительную оценку танкетке «Фиат-Ансальдо» L3: будучи максимально облегченной и относительно быстроходной, танкетка, конечно, больше подходила для разведки и охранения пехоты, чем для боя. Её вооружение (пулеметы) было эффективно только против живой силы на дистанции до 400 м, и то лишь при условии, если стрелять на небольшой скорости. Отсутствие вращающейся башни делало танкетку особенно уязвимой для атак с тыла. Видимость с закрытыми люками была ограничена, а очень слабое бронирование не защищало даже от огня пулеметов, снаряженных бронебойными патронами. Выход экипажа из подбитой танкетки из-за расположения люков был практически невозможен во время боя. С точки зрения подвижности танкетка, хотя и была маневренной и легко управляемой, но не всегда могла преодолевать препятствия на труднопроходимой местности. Недостаточный запас хода был ещё одним слабым местом танкетки. Из-за этого в Ливии, когда приходилось преодолевать большие расстояния в пустыне, экипажи были вынуждены возить дополнительно по три 20-литровых канистры бензина на внешней броне.
Однако нельзя сказать, что танкетки L3 были бесполезны как боевые машины. Генерал Бабини, командовавший бронетанковыми силами итальянского добровольческого корпуса (CTV) в Испании в 1937-39 годах (эти силы включали 149 танкеток L3 разных модификаций) писал в докладе Comando Supremo (штабу итальянской армии), что хотя L3 имеют недостатки (слабое вооружение и бронирование, недостаточный запас хода), но даже так они «помогали выигрывать сражения и полностью оправдали себя при правильной тактике их применения», то есть прежде всего как разведывательная машина, но не танк прорыва. На последнюю роль танкетка L3 не подходила, даже с таким импровизированным улучшением, как установка 20-мм пушки «Бреда» 20/65 или 20-мм противотанкового ружья Solothurn S18-100, достаточных для пробития брони советского танка Т-26, составлявшего основу бронетанковых сил Испанской Республики.

## Интересные факты
Из-за малых размеров, тесной компоновки и очень тонкой брони, итальянские солдаты прозвали танкетки CV3/33 и CV3/35 — «консервной банкой» или «Арригони» (по названию известной фирмы-производителя консервов). Также у них были прозвища «жестянка» и просто «гроб» (cassa da morto) — из-за опасности, которой подвергались экипажи танкеток при встрече с гораздо лучше вооруженными и бронированными танками противника. Однако несколько раз танкеткам удавалось успешно атаковать автоколонны британских войск, благодаря их низкому профилю, высокой скорости и маневренности.
Ещё одной неприятной особенностью танкетки был высокий расход бензина и запуск двигателя снаружи с помощью рукоятки. При попадании в канистру с бензином на броне, или если двигатель мог внезапно заглохнуть во время боя, последствия для экипажа были крайне опасны.
Постройка одной танкетки Carro CV3 стоила в довоенное время 86 800 лир (около 97 000 евро по курсу на 2016 год).

## CV33 в кинофильмах
- Во франшизе «Girls und Panzer» (серия аниме и манги) — боевая единица команды школы «Анцио». ТТХ были преувеличены.

## CV33 в игровой индустрии
- War Thunder — в качестве танкетки 1 ранга и боевого рейтинга 1.0 во всех игровых режимах;

### Сноски
1. ↑  Сокращение от Carro Veloce — итал. «быстрый танк»
2. ↑  Уступая по количеству единиц бронетехники в вооружённых силах Франции и СССР, Италия оказалась приблизительно на уровне Германии и Великобритании
3. ↑  итал. Lanciafiamme — «огнемёт»